# Hildegard Doebner
Hildegard „Hilde“ Doebner (* 8. April 1928; † 24. Januar 2000 in Witten) war eine deutsche Folkmusik-Managerin und Veranstalterin, die in Witten zusammen mit anderen den dortigen „Folkclub“ gründete und als Mitbetreiberin überregional als „Folkmutter“ bekannt wurde.

## Leben
Doebners Mann Rolf kam in den 1960ern bei einem Bergwerksunglück ums Leben. Aus der Ehe gingen die Kinder Rolf und Anke, verheiratete Pütz, hervor.

### Kulturelles Wirken

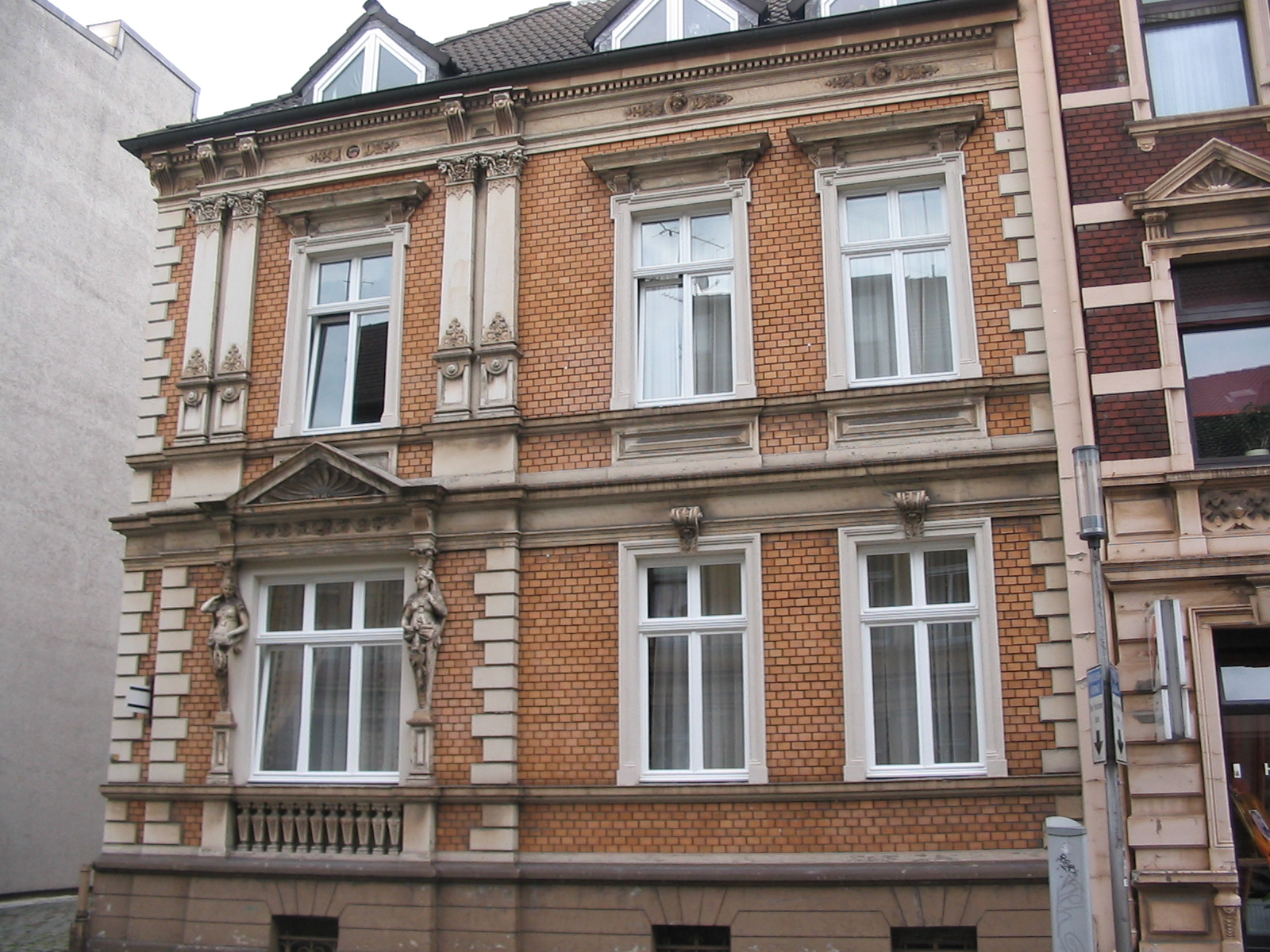
Das Gebäude in der Steinstraße 15, in dem der „Folkclub“ zuhause war, steht seit 1988 unter Denkmalschutz.

1974 gründete sie in der Steinstraße 15 in Witten zusammen mit Jörg und Simone Stoppel, Helmut und Lilo Dannert, Gisela Ocken, Sylvia Smart und Paul Wood den Folkclub.
Dort veranstaltete sie Konzerte mit jungen und etablierten nationalen und internationalen Interpreten, darunter beispielsweise Stefan Stoppok, Lydie Auvray, Le Clou, Bernies Autobahn Band, Ray Austin, Liederjan, The Fureys, Brenda Wootton, Julian Dawson, Mike Silver, Fiedel Michel, Hans Keller, Hannes Wader, Hanns Dieter Hüsch, Jürgen von der Lippe, Duo Detour und Herbert Grönemeyer (damals ca. 17 Jahre alt). Die Bühne für Open-Air-Veranstaltungen stand vor dem Berger-Denkmal. Auf einer benachbarten Wiese standen Campingzelten von geschätzt 1.500 Fans aus mehreren Ländern. Das THW verlegte für die Veranstaltung Wasserhähne. Mit vielen der auftretenden Interpreten war sie befreundet. Doebner saß auch in der Jury der Kritiker-Hitparade Liederbestenliste.
Mitte der 1990er Jahre erkrankte Doebner und die Veranstaltungen im Lokal kamen nach und nach zum Erliegen. Nach ihrem Tod gab es keine nennenswerte Folkszene mehr in der Stadt.

### Politisches Engagement
Doebner war politisch aktiv, war Mitglied der SPD und später Stadträtin für Bündnis 90/Die Grünen. Als solche trat sie 1997 wegen interner Differenzen zusammen mit Helmut Dannert, Gabriela Didic und Malte Schmidt aus der Stadtratsfraktion aus und gründete die eigene Fraktion „Grüne Alternative“.

## Auszeichnungen
- 1999: Blues-Louis

## Ehrungen
Seit ihrem Tod veranstaltete der 2005 gegründete Verein Wittenfolk e.V., der sich in der Tradition des legendären Wittener Folkclubs und seiner Open-Air-Festivals sieht, postum regelmäßig das Witten-Folk-Festival, so beispielsweise 2008 im Jugend- und Kulturzentrum Werk°Stadt ein Festival anlässlich des 80. Geburtstags von Hildegard Doebner. Unter anderem trat Sammy Vomáčka, Le Clou, Liederjan und Bernhard „Bernie“ Conrads von der Bernies Autobahn Band mit Sohn Hannes und dessen Freund Felix Leitner auf. 2011 veranstaltet der Verein das 4. Wittener Folk Festival im Burghof des Hauses Witten. Dort traten unter anderem Liedertach (Liederjan & Iontach), Rapalje, Beverley Martyn und Colin Wilkie.
Der Saal des Wittener Jugend- u. Kulturzentrums Werk°Stadt wurde nach ihr benannt.